# سد بارزو
سد بارزو (یا سد شیروان) در ۴۰ کیلومتری شمال شهر شیروان استان خراسان شمالی یک سد بتنی دو قوسی با حجم مخزن ۹۰ میلیون متر مکعب می‌باشد. این سد بر روی رودخانه قلچق بنا شده و توان ذخیره‌سازی آن ۹۲ میلیون متر مکعب آب را دارد.

## هدف سد
شهرستان شیروان، به عنوان دومین شهرستان پرجمعیت خراسان شمالی، از طریق این سد تأمین می‌شود. در برخی شرایط به دلایل اقلیمی، حجم آب رودخانه و ذخیره آب سد کاهش می‌یابد و موجب کم‌آبی یا خشکسالی می‌گردد که در چنین مواردی مشکل آب آشامیدنی مردم همیشه به وسیله ۱۴ منبع ذخیره آب شرب زیر زمینی ساخته شده تأمین می‌شود. در برخی شرایط فصلی نیز آب رودخانه و ذخیره سد با افزایش آب روبرو می‌شود که باعث سیل و گل آلود شدن آب می‌گردد.

## عوارض زمین و شرایط آب و هوایی منطقه
زمین‌های اطراف این سد عمدتاً تپه‌ایی است، اما شرق آن کوهستانی است، بطوریکه سد در یک دره واقع شده است. در حوالی سد شیروان، جمعیت بسیار کمی ساکن هستند بطوری‌که پراکندگی آن در هر کیلومتر مربع یک نفر را تشکیل می‌دهد. نزدیکترین جامعه کوچک در این منطقه مربوط به فردی به نام نظر محمد است که در ۱۳ کیلومتری شمال سد زندگی می‌کنند. نواحی اطراف سد را عمدتاً چمن‌زارها و مراتع تشکیل می‌دهند.
شرایط اقلیمی دراین منطقه، سرد و خشک محسوب می‌شود. متوسط دمای آن در سال، ۱۳ درجه سانتی‌گراد است و گرمترین ماه، ژوئیه است که متوسط دما ۲۸ درجه سانتی‌گراد و سردترین ماه سال، ژانویه با منفی ۶ درجه سانتی‌گراد می‌باشد. میانگین بارندگی سالانه، ۴۴۶ میلی‌متر و مرطوب‌ترین زمان، ماه مارس است که میزان بارش در آن ۱۰۱ میلی‌متر است. خشک‌ترین ماه سال نیز، سپتامبر است که میزان بارندگی در آن ۳ میلی‌متر می‌باشد.

## نگارخانه

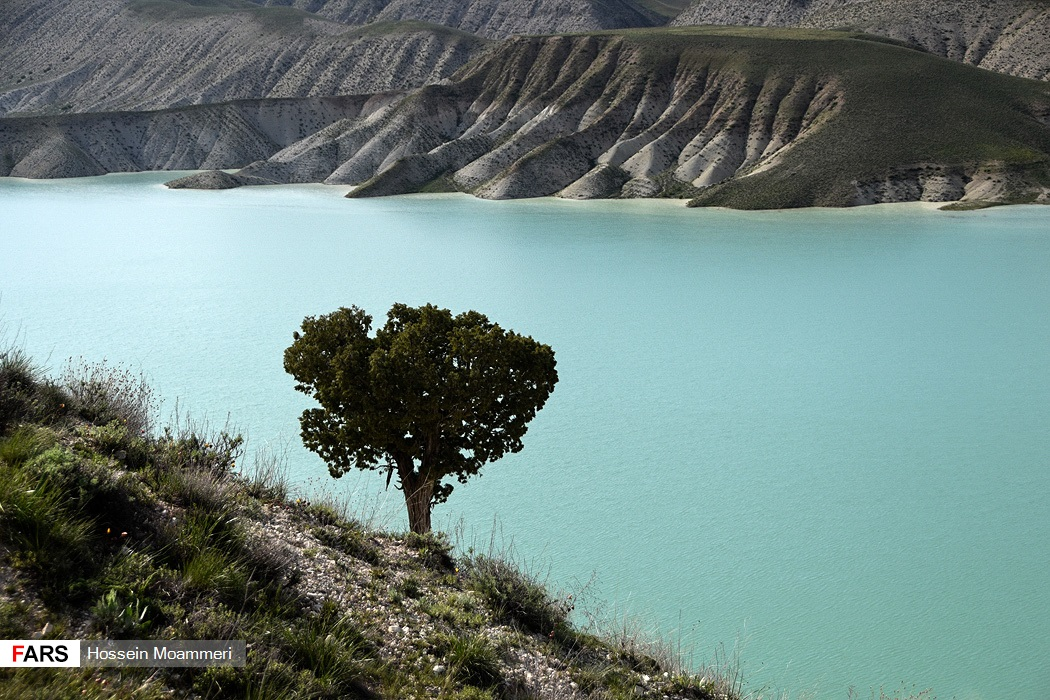
سد بارزو سال ۲۰۱۹
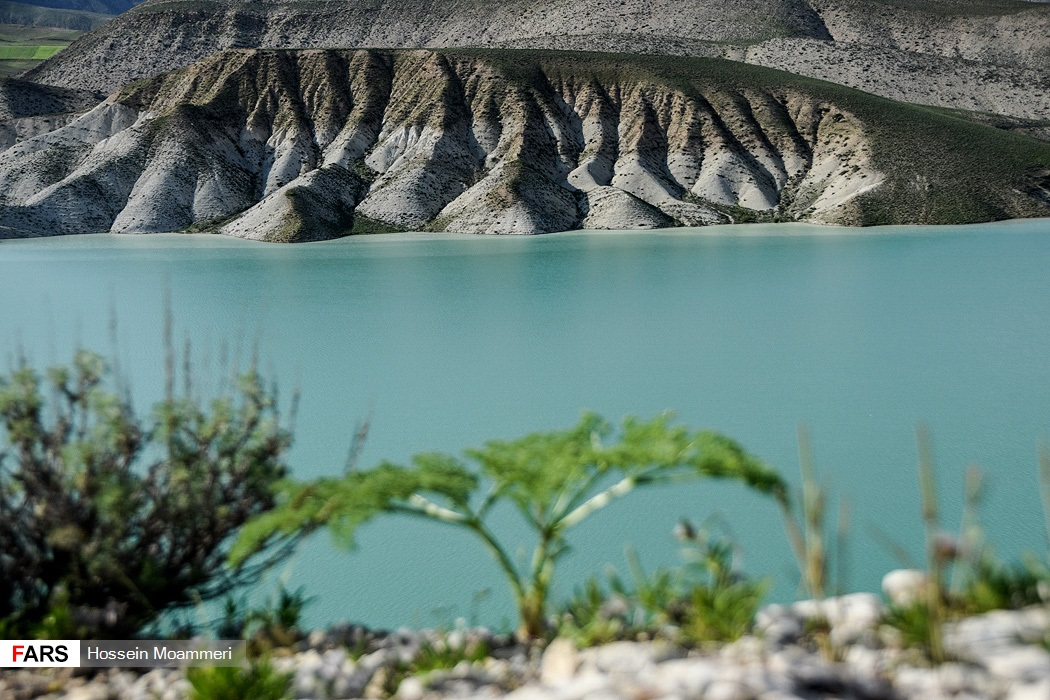
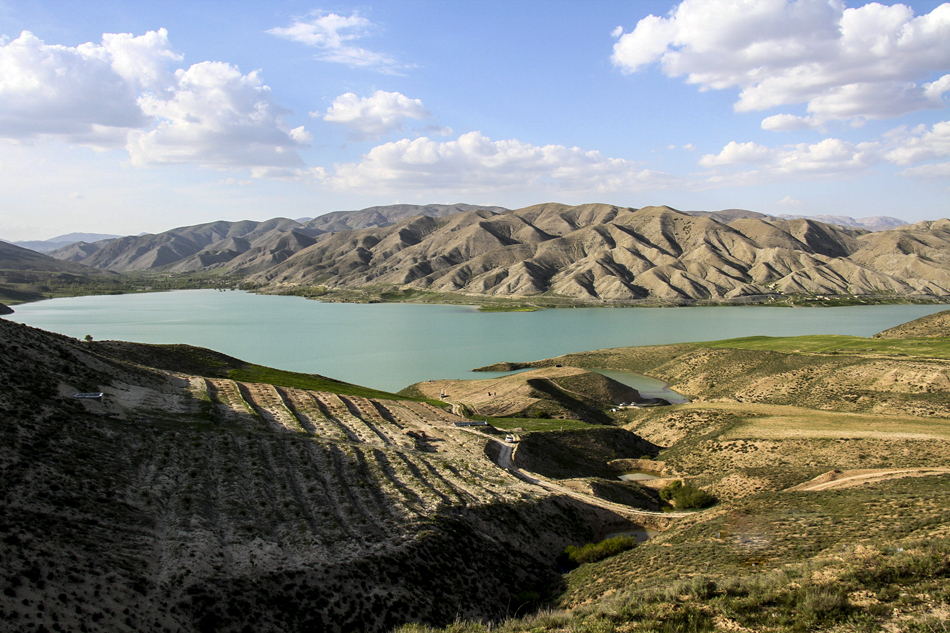
بازرو در سال ۱۳۹۸
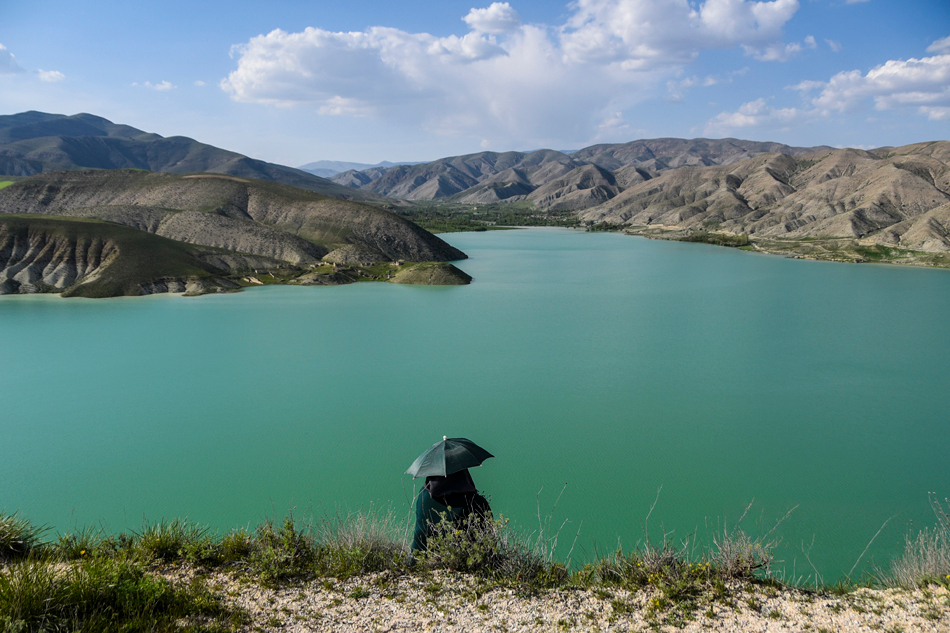
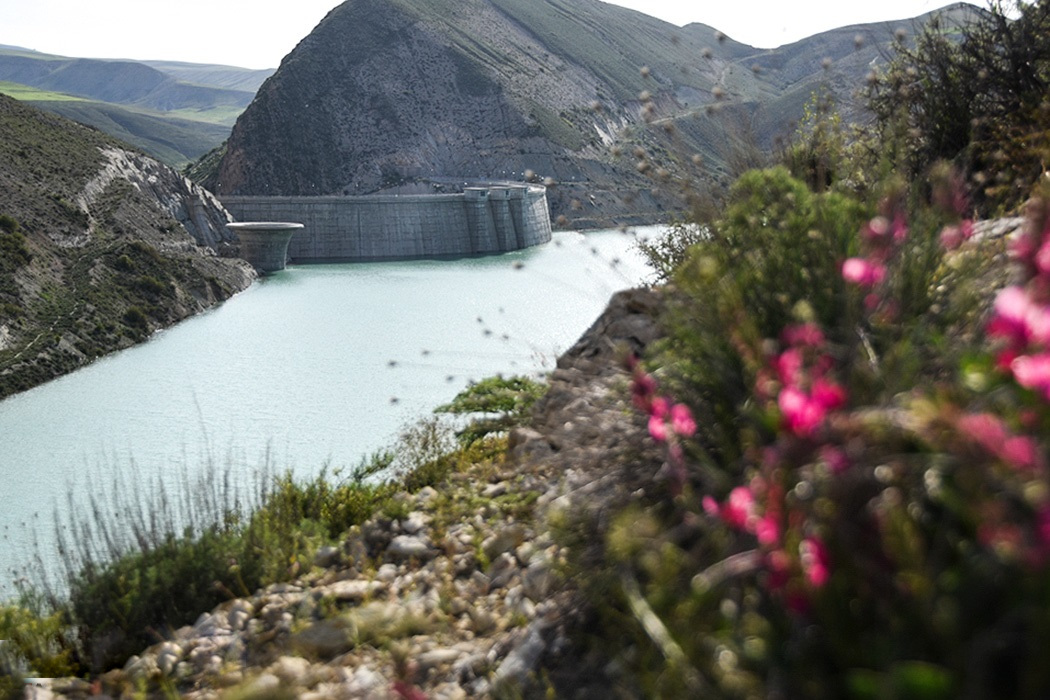
سال ۱۳۹۸
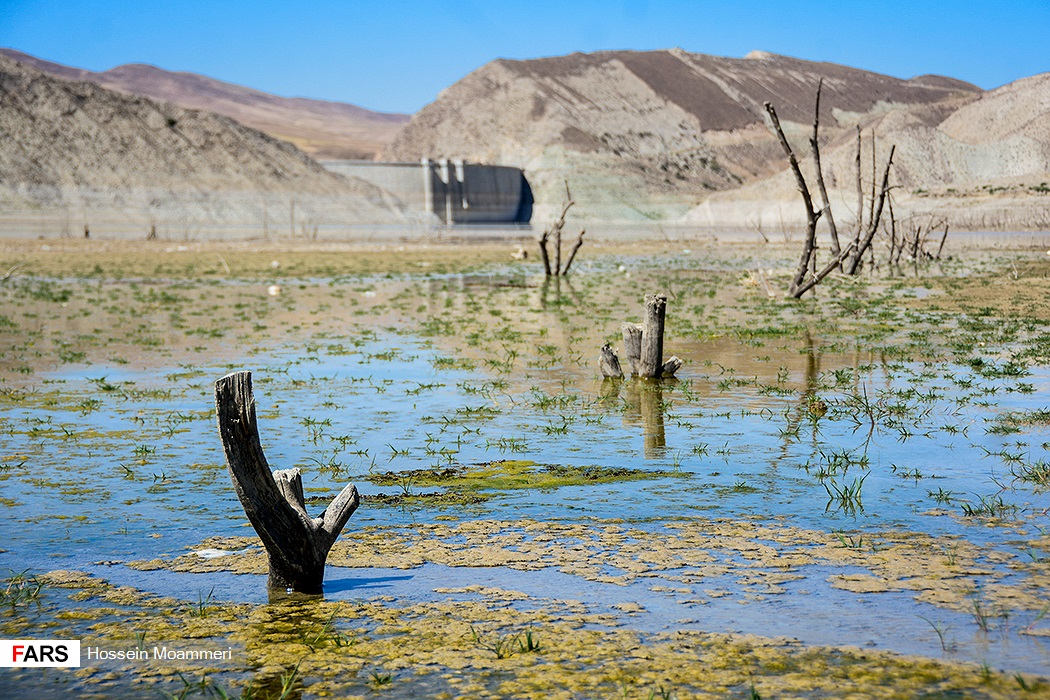
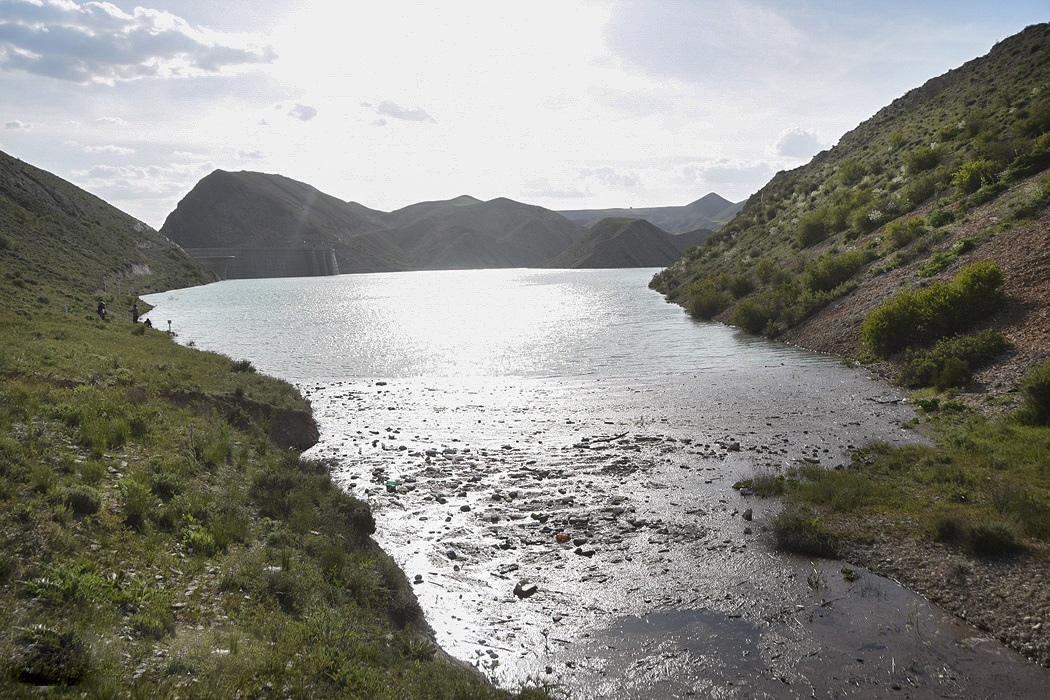
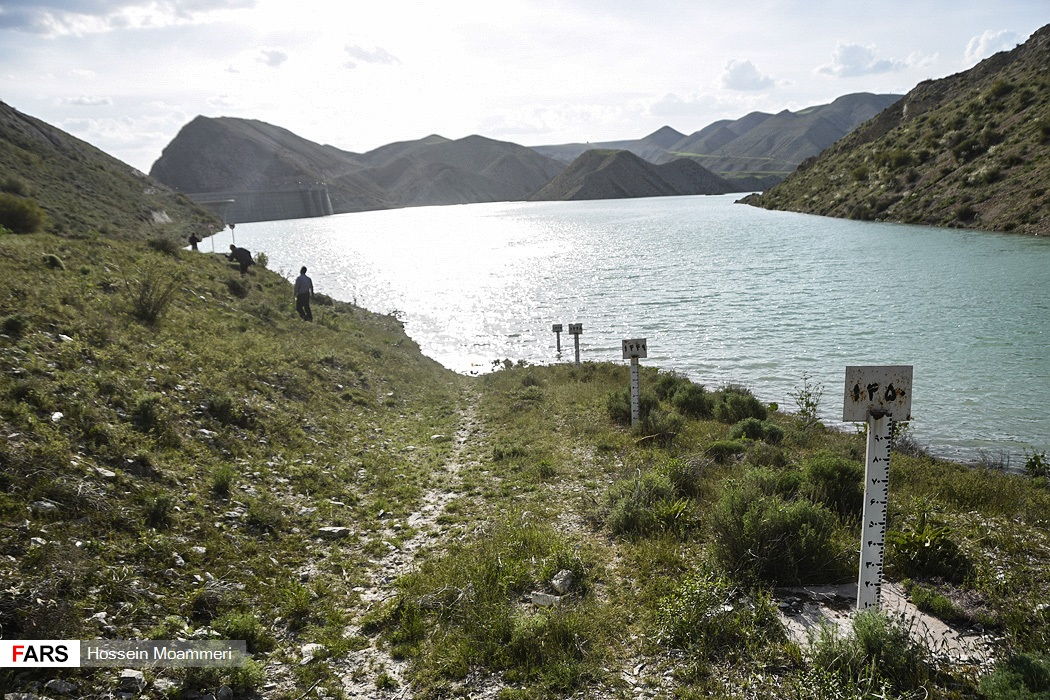
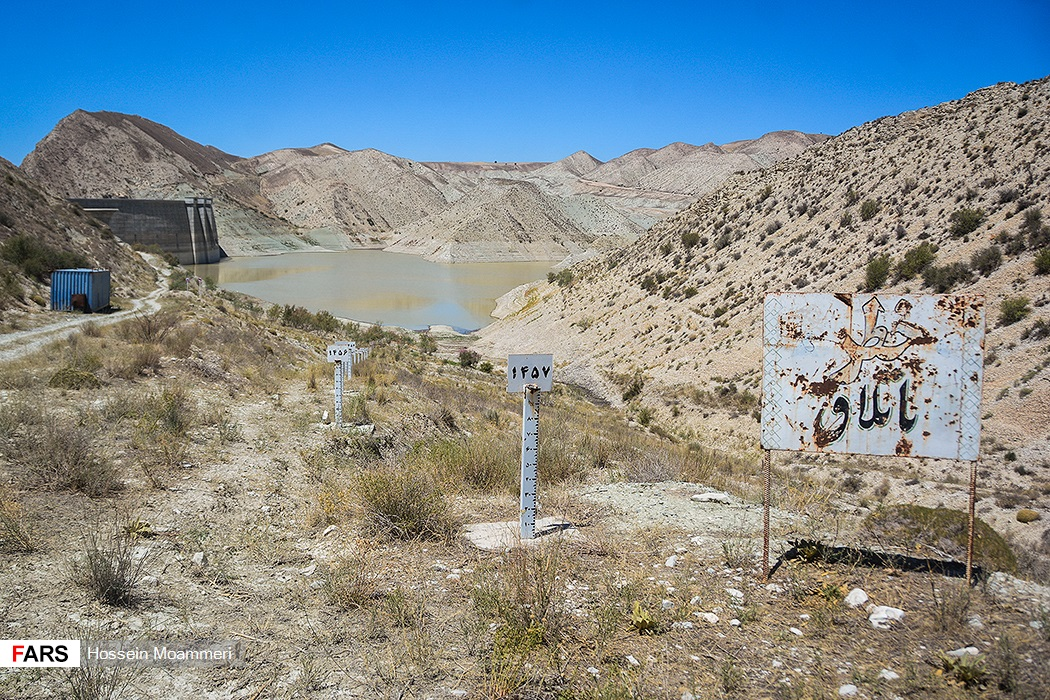
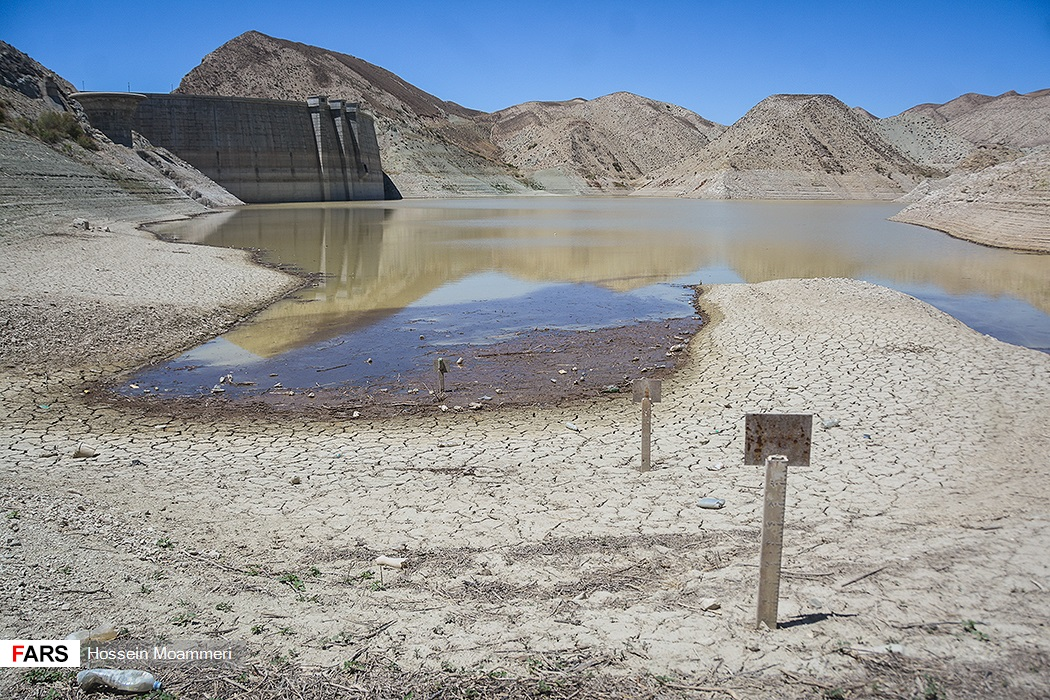
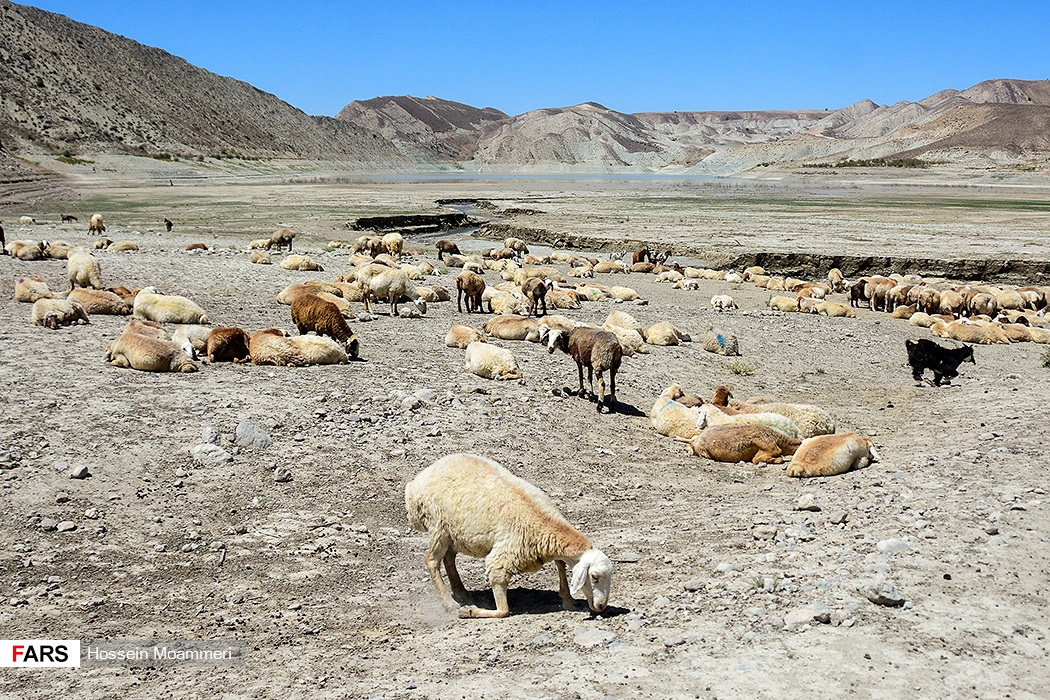
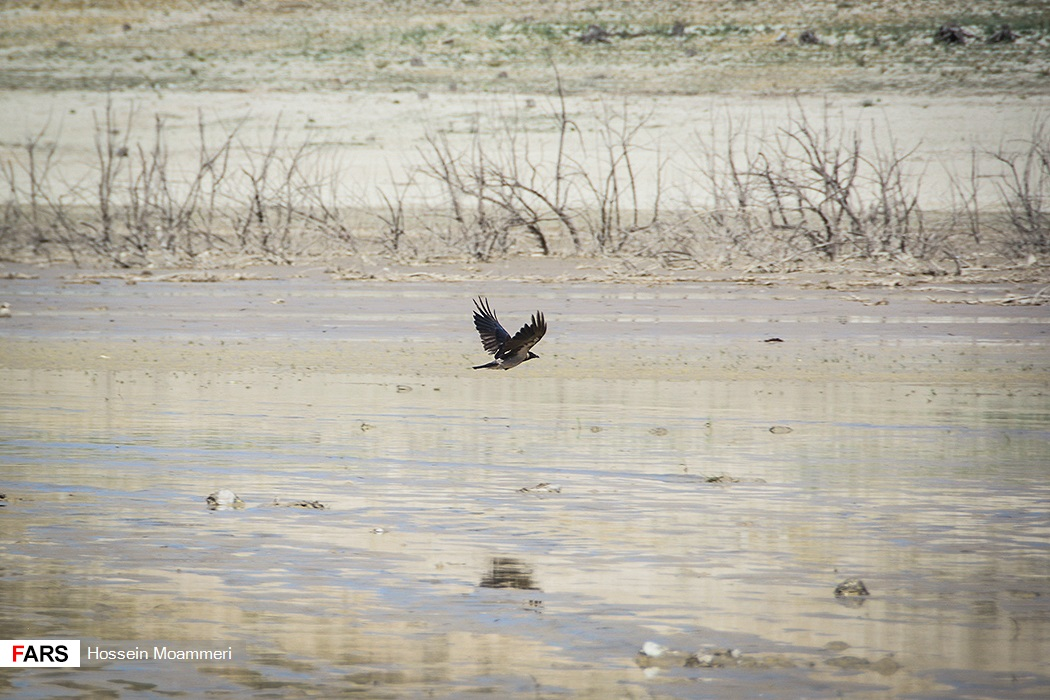